# Люнне
Люнне (нім. Lünne) — громада в Німеччині, розташована в землі Нижня Саксонія. Входить до складу району Емсланд. Складова частина об'єднання громад Шпелле.
Площа — 30,25 км2. Населення становить 2031 ос. (станом на 31 грудня 2021).